# Zahm Andrist
Zahm Andrist är en bergstopp i Schweiz. Den ligger i distriktet Frutigen-Niedersimmental och kantonen Bern, i den centrala delen av landet. Toppen på Zahm Andrist är 2 681 meter över havet.
Den högsta punkten i närheten är Morgenhorn, 3 627 meter över havet, 6,5 km söder om Zahm Andrist.
Trakten runt Zahm Andrist består i huvudsak av kala bergstoppar.